# Speak Now (bài hát)
"Speak Now" là một bài hát của ca sĩ kiêm sáng tác âm nhạc người Mỹ Taylor Swift nằm trong album phòng thu thứ ba cùng tên của cô (2010). Nó được phát hành trên các nền tảng tải nhạc kỹ thuật số dưới dạng đĩa đơn quảng bá vào ngày 5 tháng 10 năm 2010 bởi hãng thu âm Big Machine Records . Được sản xuất bởi Swift và Nathan Chapman , "Speak Now" là một bản country pop với tiếng guitar acoustic làm chủ đạo với phần điệp khúc chịu ảnh hưởng của hợp âm nhạc rock thập niên 1950, mang nội dung kể về chuyện gây rối tại một lễ cưới, sau khi trò chuyện với bạn của mình, người mà bạn trai cũ của cô ấy sắp sửa kết hôn với một cô gái khác, và sau khi trải qua một giấc mơ tương tự. Bài hát là lời tường thuật xuất phát từ phía nhân vật chính, người đã phá hỏng lễ cưới của người tình cũ với mục đích giành lại tình cảm đã tan vỡ.
Sau khi phát hành, "Speak Now" đã giành được nhiều đánh giá tích cực dành cho phần lời và quá trình sản xuất bài hát, một số nhà phê bình còn xem nó như là điểm nhấn của album. "Speak Now" đạt được thành công thương mại đáng kể tại thị trường Canada và Hoa Kỳ, mở màn tại vị trí thứ 8 trên cả hai bảng xếp hạng Canadian Hot 100 và Billboard Hot 100. Sự xuất hiện của bài hát trên Billboard Hot 100 đánh dấu lần thứ 6, một bài hát của Swift khởi đầu tại top 10 của bảng xếp hạng này, đồng thời đưa nữ ca sĩ trở thành nghệ sĩ có nhiều bài hát khởi đầu tại top 10 nhiều nhất trong lịch sử của bảng xếp hạng. Bài hát đạt được chứng nhận vàng bởi Hiệp hội Công nghiệp Ghi âm Hoa Kỳ (RIAA) cho 500.000 bản kỹ thuật số tại Hoa Kỳ. "Speak Now" cũng đạt vị trí thứ 20 tại Úc và vị trí thứ 34 tại New Zealand.

## Bối cảnh
"Speak Now" cũng giống như các bài hát còn lại của album, được viết hoàn toàn bởi Swift. Bài hát lấy cảm hứng từ câu chuyện của một người bạn gái với bạn trai cũ của cô ấy ở trường trung học. Cặp đôi chia tay sau khi tốt nghiệp - nhưng có ý định sẽ tái hợp với nhau vào một lúc nào đó. Một ngày, cô gái xác nhận với Swift rằng người bạn trai đó sắp sửa làm lễ thành hôn. "Anh ta quen với một cô nàng kinh khủng, cô ta là một người xấu tính, buộc anh ấy chấm dứt toàn bộ các mối quan hệ với tất cả những người bạn, rời xa gia đình. Cô ta đã khiến anh ấy cô lập hoàn toàn", trích lời Swift.
Rồi Swift hỏi cô bạn đó rằng liệu cô sẽ "nói ngay". Người bạn yêu cầu nữ ca sĩ giải thích và Swift trả lời, "Cậu biết đấy, quậy tung nhà thờ. 'Nói ngay hoặc câm lặng mãi mãi'. Tớ sẽ đi với cậu. Tới sẽ chơi guitar. Chuyện sẽ vui lắm đấy". Cô bạn hiểu ý và bật cười trước sáng kiến của nữ ca sĩ.
Sau cuộc trò chuyện, Swift trở nên trằn trọc với những ý tưởng về viễn cảnh kinh khủng khi phải đối mặt với chuyện người mình yêu kết hôn với người khác. Đêm đó, Swift trải qua một giấc mơ, cô nhìn thấy một trong những người bạn trai cũ của mình kết hôn với một cô gái khác. Theo nữ ca sĩ, đó là dấu hiệu khơi gợi cho cô viết một bài hát về việc phải trì hoãn một đám cưới. Cô nhớ lại "Đối với tôi, chuyện đó thực sự là một hành động chính nghĩa để chống lại cái ác. Và cô gái đó hoàn toàn - chính là quỷ dữ." Swift đặt tên là "Speak Now" bởi vì tựa đề này phù hợp với tinh thần của album, trong đó mỗi bài hát là một lời thú tội với từng người một. "Bài hát được gọi là Speak Now, nó gắn liền với nội dung của album, và tôi không thể diễn tả hết với bạn đây chính là bài hát chủ đề tuyệt đối của toàn bộ đĩa nhạc", cô nói. Bài hát được phát hành như là đĩa đơn quảng bá vào ngày 5 tháng 10 năm 2010, là một phần trong Countdown to Speak Now, một chiến dịch độc quyền được khởi động bởi iTunes Store. Trong suốt tuần lễ phát hành đầu tiên của Speak Now, Swift biểu diễn "Speak Now" trong chương trình Late Show with David Letterman.

## Sáng tác
"Speak Now" là một bài hát thể loại pop đồng quê với độ dài 4 phút 2 giây. Bài hát có âm hưởng thiên về nhạc pop, kết hợp với nhiều thanh điệu của nhạc đồng quê. Bài hát được viết theo nhịp 4/4, khóa Sol trưởng và có tốc độ vừa phải với tần suất 120 nhịp/phút. Âm vực của Swift kéo dài hai quãng, từ nốt A3 đến D5. Swift bắt đầu bài hát với âm thấp, dần dần chuyển mạnh hơn, và có thời điểm cô hát lên tựa đề của bài hát. Bài hát sử dụng nhiều âm mũi với các quãng giọng lên xuống móc nối với nhau, bật lên sự tương đồng với "You Belong with Me". Bài hát đi theo dãy hợp âm G–D–Am–C, phần nhạc đệm chủ yếu sử dụng guitar mộc và nó cũng có một phiên bản nhạc nhẹ.
Trong phần lời bài hát của "Speak Now", Swift kể về câu chuyện cô đã phá hỏng đám cưới của người yêu cũ nhằm mục đích giành lại người đó. Dòng lời đầu tiên của bài hát thể hiện quan điểm thực tế của Swift rằng cô vẫn luôn còn tình cảm với bạn trai cũ và muốn đảm bảo anh sẽ không phải kết hôn với một người không tốt. Xuyên suốt phần còn lại của bài hát, Swift lẻn vào đám cưới và mô tả quang cảnh ở đó, cô dâu vác trên người một chiếc váy cưới kệch cỡm, cũng như gia đình láo nháo của cô ấy, và ban nhạc thì chơi bản "Bridal Chorus". Trong đoạn điệp của bài hát, Swift cầu xin bạn trai cũ đừng đọc lời thề ước thay vào đó hãy bỏ trốn cùng cô. Đoạn nối thể hiện phản ứng của Swift khi Cha sứ nhắc nhở "Nói ngay hoặc im lặng mãi mãi" trước khi lặp lại dòng lời đầu tiên của bài hát. Điệp khúc cuối được thay đổi với phần lời của chú rể khi anh chấp nhận khẩn cầu của Swift, cùng cô bỏ trốn khỏi lễ cưới.

## Tiếp nhận
Bài hát nhận được sự hoan nghênh của giới phê bình. Simon Vozick-Levinson của Entertainment Weekly cho rằng "Speak Now" là một trong những nhạc phẩm xuất sắc nhất của Swift. Ông cũng cho rằng, "Thông điệp đắt giá của cô ấy đã bù đắp cho yếu điểm về kỹ thuật thanh nhạc" và bài hát thì "bắt tai một cách chuyên nghiệp". Đồng thời thú nhận rằng bản thân không thể dừng phát bài hát sau khi nghe qua một lần. Bill Lamb của About.com khen ngợi bài hát "tuyệt hảo". Ông nói, "Trong cùng một lúc, bài hát này vừa ngọt ngào, vui tươi, vừa đanh đá cùng với cáu kỉnh. Taylor Swift thực sự là một trong những người viết lời trẻ tuổi tài năng nhất." Jonathan Keefe của tạp chí Slant Magazine cho rằng "Speak Now" đã minh họa cho sự bất lực của Swift đối với việc "sáng tác một cách ngang ngạnh về bất cứ thứ gì khác ngoài việc ca thán sự tuyệt vời hoặc đểu cáng của các chàng trai, hay là việc mơ mộng về tình yêu sẽ đưa cô bay đến thiên đàng".

## Danh sách track
- Tải nhạc số

1. "Speak Now" - 4:02

## Bảng xếp hạng
| Bảng xếp hạng (2010)      | Vị trí cao nhất |
| ------------------------- | --------------- |
| Australian Singles Chart  | 20              |
| Canadian Hot 100          | 8               |
| New Zealand Singles Chart | 34              |
| U.S. Billboard Hot 100    | 8               |
| U.S. Hot Country Songs    | 58              |